# Cieszymir
Cieszymir, Cieszymiar, Cieszymier, Cieszmir, Cieszmiar, Cieszmier, Cieszymierz – staropolskie imię męskie, złożone z członów Cieszy- („cieszyć”) i -mir („pokój, spokój, dobro”). Oznaczałoby więc „tego, którego cieszy pokój”.
Cieszymir imieniny obchodzi 13 maja i 24 sierpnia.